# Le Viaduc à L'Estaque
Ne doit pas être confondu avec Viaduc à l'Estaque.
Le Viaduc à L'Estaque est un tableau peint par Georges Braque en 1908 à Paris. Cette huile sur toile représente un viaduc à L'Estaque, déjà représenté quelques mois plus tôt dans Viaduc à l'Estaque. Elle est conservée au Musée national d'Art moderne, à Paris.

## Expositions
- Le Cubisme, Centre national d'art et de culture Georges-Pompidou, Paris, 2018-2019.